# Pierre Martinez (linguiste)
Pour les articles homonymes, voir Pierre Martinez et Martinez.
Pierre Martinez, né le 11 février 1948, est un universitaire français, professeur émérite à l'Université Paris-VIII, où il a dirigé l'UFR de sciences du langage et didactique des langues.

## Biographie
Né dans l'Est de la France, d'ascendance espagnole et lorraine, Pierre-Alain Martinez a vécu au contact des langues dans cette région privilégiée qu'est le triangle entre Bâle, Mulhouse et Besançon. C'est dans cette dernière ville qu'il a été formé aux Lettres classiques et au FLE avant de voyager beaucoup : États-Unis, Algérie, Caraïbe, entre autres. Il a soutenu à Paris-V, en 1988, une thèse de doctorat sur le multilinguisme aux Antilles.
Il a enseigné ensuite en France comme maître de conférences à l'Université d'Orléans et à l'Institut national des langues et civilisations orientales et obtenu à Paris-X son habilitation avant de rejoindre Paris-VIII comme professeur des universités.
Il a été, de 2010 à 2013, titulaire de la chaire de didactique des langues au département de français de l'Université nationale de Séoul (Seoul-Dae), République de Corée, puis, en 2014, professeur invité à l'Université de Kyôto (Japon)
Son petit ouvrage publié dans la collection Que sais-je ?, constamment réédité depuis 1996, (8e édition actualisée en novembre 2017) fait de lui un auteur diffusé dans sa spécialité auprès d'un public plus large que les lecteurs d'ouvrages et articles de recherche.
Spécialiste des questions de curriculum universitaire et de politique linguistique, il fut, jusqu'en 2010, coordonnateur du réseau international de sociolinguistique « Dynamique des langues et Francophonie » de l'Agence universitaire de la Francophonie. Ses activités de recherche se sont situées également à l'ENS Saint-Cloud (équipe PLURAPP), au DILTEC Paris 3 Sorbonne-Nouvelle, où il a été coresponsable de l'axe « Situations plurilingues et français langue seconde », et dans l'équipe PLIDAM de l'INALCO. 
Il est membre du Collège doctoral interrégional (AUF et Institut français, Afrique de l'Ouest) de didactique, langue française et littérature comparée francophone depuis 2016.